# Almașu Mare
Almașu Mare (in ungherese Nagyalmás, in tedesco Groß-Obstdorf) è un comune della Romania di 1 420 abitanti, ubicato nel distretto di Alba, nella regione storica della Transilvania.
Il comune è formato da un insieme di 7 villaggi: Almașu Mare, Almașu de Mijloc, Brădet, Cib, Cheile Cibului, Glod, Nădăștia.
Centro minerario già in epoca romana, la località viene citata per la prima volta, con il nome Almas, in un documento del 1407